# Televisió de Badalona
Televisió de Badalona és part del grup audiovisual municipal Badalona Comunicació, juntament amb Ràdio Ciutat de Badalona, la revista mensual d'informació local Bétulo (editada fins a l'any 2015) i el festival de curtmetratges Filmets que s'hi celebra cada any a la ciutat.

## Història
El 14 de febrer de l'any 2000 Televisió Badalona va començar les seves emissions com un nou mitjà de comunicació gestionat per l'empresa municipal Badalona Comunicació SA. El primers intents de crear un canal de televisió de la ciutat van ser a l'any 1982 a través de Televisió Badalona Canal 21. Després d'aquella primera experiència televisiva municipal es van succeir altres intents per posar en marxa un canal de televisió badaloní: Vídeo Visió Badalona, Badiu TV i Canal 51. L'any 1996 l'Ajuntament de Badalona va comprar les accions de Canal 51. Quatre anys més tard i després de moltes dificultats econòmiques i tècniques va néixer Televisió de Badalona.

## Programació temporada 2020-2021[4]
Entre els seus programes destaca Badalona 360 un espai d'actualitat sobre la ciutat de Badalona que s'emet de dilluns a dijous, de 18 a 20 hores, i que ofereix informació i entreteniment amb reportatges, entrevistes, taules rodones i connexions en directe.

Els programes informatius en les seves diferents edicions segueixen l'actualitat de la ciutat i informen a la població amb les millors imatges i les declaracions dels protagonistes de la jornada. L’informatiu BDN Notícies s’emet de dilluns a divendres, a les dues del migdia i a dos quarts de nou del vespre. Un altre espai informatiu destacat és Set dies. Aquest programa repassa i analitza els fets més destacats que han succeït a Badalona cada setmana. En només 25 minuts, cada divendres, a les 9 del vespre, es fa un repàs de tot allò que ha passat a la ciutat en els últims set dies.

Els espais esportius tenen una presència molt important en la programació de la televisió municipal de Badalona. El programa L’Esport ofereix els dilluns, a les 8 del vespre, el resum de la jornada esportiva del cap de setmana dels equips badalonins de bàsquet, futbol, futbol americà, futbol sala, natació, atletisme, rugby, tennis taula, i altres disciplines esportives. L’Esport Minut 91 és el nom del programa que s’emet els dimarts, a les 8 del vespre, per repassar tota l’actualitat del món del futbol d’aquesta ciutat. Cada dimecres, a les 9 del vespre, arriba el torn de L'Esport La Tertúlia, l'espai on els aficionats al bàsquet trobaran les opinions de jugadors, entrenadors, directrius, àrbitres i periodistes sobre la Lliga ACB, l’Eurolliga, la NBA i en general sobre l'esport de la cistella. El programa L'Esport 5 contra 5 repassa cada dijous, a les vuit del vespre, tota l’actualitat del bàsquet amateur de Badalona.

Un altre programa marca de la casa és Filmets. Cada divendres, a les 10 de la nit, Filmets ofereix els millors curtmetratges de ficció, d’animació i del gènere documental que es produeixen a nivel internacional. En antena des de l’any 2000, aquest programa s’ha convertit en tota una referència per als seguidors del cinema.

Tots aquests programes i la resta d'espais que emet Televisió de Badalona es poden veure també a través de la web de Badalona Comunicació a la carta, un servei online de consum de vídeo sota demanda.